# Замок Кастельбук

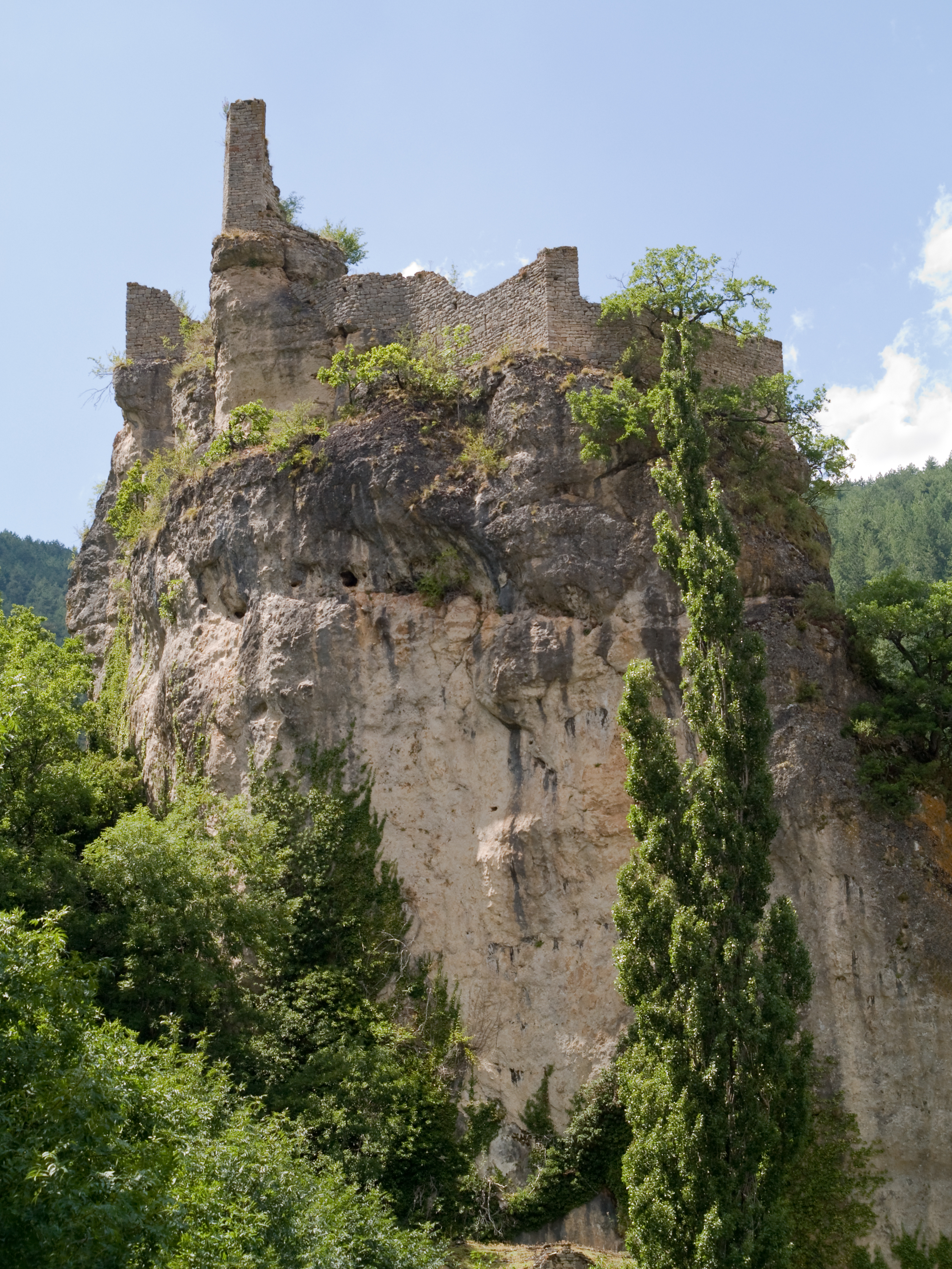
Руїни замку Кастельбук

Замок Кастельбук (фр. Château de Castelbouc) — середньовічний замок, що розташований неподалік від Сент-Енімі в департаменті Лозер (Лангедок-Русійон. Замок споруджено в ущелині Горж-дю-Тарн.
Перша згадка про замок сягає XII століття, коли він перебував у власності Етьєна Кастельбука, одного з васалів Елі де Монбрена. Монбрен був командантом ордену Тамплієрів в місцевості Ларзак. У XVI столітті деякі барони Жевордану (теперішній департамент Лозер) вдалися до зумисного руйнування численних замків аби там не змогли загніздитися гугенотські біженці. 1592 року зазнав руйнування і замок Кастельбук.
Із замком Кастельбук пов'язана місцева легенда часів Хрестових походів, що намагається витлумачити назву Castelbouc (досл. замок цапа). За легендою, власник замку за відсутності чоловіків, що були на війні, зміг сексуально задовольнити усіх місцевих жінок й помер від виснаження, а через замок пролетів його дух у вигляді цапа, звідки, мовляв, і назва.. 